# Thomas Becket
Thomas Becket (Londres, 21 de desembre de 1118 - Canterbury, 29 de desembre de 1170) va ser un eclesiàstic anglès, canceller d'Anglaterra amb Enric II el 1154 i arquebisbe de Canterbury i primat de l'església anglesa el 1162. Va oposar-se a les intencions del rei de limitar els privilegis eclesiàstics i va ser mort (probablement per ordre del sobirà) el 1170. El 1173 va ésser proclamat sant i màrtir per Alexandre III; és venerat com Sant Tomàs Becket, Tomàs de Canterbury o Tomàs Canturienc.

## Biografia
Nascut a Londres al si d'una família de comerciants d'origen normand que s'havia establert a Anglaterra amb Guillem el Conqueridor. Aviat va començar la carrera eclesiàstica, formant-se a l'abadia de Merton i a París. En tornar a Anglaterra, va entrar al servei de l'arquebisbe de Canterbury Theobald de Bec.

### Canceller d'Anglaterra
Theobald va reconèixer les capacitats del jove i el va convertir en un dels seus col·laboradors més propers; el va enviar a aprofundir els seus estudis de dret canònic a Bolonya i Auxerre, i va fer que l'acompanyés al concili de Reims del 1148. El 1154, va ser ordenat diaca i nomenat prebost de Beverley i ardiaca de la Catedral de Canterbury.
Enric II havia succeït Esteve de Blois com a rei d'Anglaterra el 1154; assessorat pel clergat, nomenà Becket com a canceller del regne, immediatament després de la coronació. Com a canceller, era la persona més propera al rei, el seu home de confiança i guardià del segell reial. Arran d'aquest càrrec, Becket va ser acusat de deixar de banda els seus deures d'arxidiaca de Canterbury. A més, en contra de les expectatives de l'episcopat i els barons que havien donat suport al seu nomenament, el nou canceller va fer seva la gran obra de reforma del sobirà, que tenia l'objectiu de limitar la independència dels senyors feudals i de restablir l'ordre i l'autoritat reial. Enric va fer servir els coneixements jurídics del jove per crear una administració centralitzada i controlada per la cúria reial.

### Arquebisbe de Canterbury
L'amistat del rei va influir perquè fos nomenat, tot i que ell mateix hi era reticent, arquebisbe de Canterbury el 1162 (Theobald de Bec havia mort l'abril del 1161); el rei volia evitar nous conflictes i pensava que així s'asseguraria el suport de l'arquebisbe i primat d'Anglaterra i, amb ell, el de tota l'Església. El nou càrrec, però, va fer canviar l'actitud de Thomas Becket, que des de llavors i en coherència amb la tasca que li pertocava, va donar prioritat a la defensa dels interessos de l'Església anglesa, amb independència dels projectes polítics i els desitjos del sobirà.
El conflicte amb el rei va començar amb una disputa sobre si un tribunal secular podria processar un clergue que havia comès un delicte. Enric II va intentar imposar-se als prelats fent-los jurar l'obediència als costums del regne, però va créixer la controvèrsia al voltant d'aquests costums i l'Església, al concili de Westminster (octubre de 1163) no s'hi sotmeté. Abans d'acabar l'any, Enric aconseguí que alguns bisbes reconsideressin la seva actitud; a més, va fer que el papa Alexandre III convencés Becket de prometre el seu consentiment als costums, tot i que amb la reserva salvo ordine nostro et juris Ecclesiae (llevat que anessin contra l'ordre i dret de l'Església).
Al concili de Clarendon, a prop de Salisbury, el gener de 1164), Becket va aprovar els costums, però no va voler signar el document on s'havien escrit, en no estar d'acord amb alguns dels setze articles de les Constitucions de Clarendon. Amb aquest 
document, el rei volia disminuir els poders de l'Església a Anglaterra: entre les clàusules hi havia que els eclesiàstics fossin jutjats no només per tribunals eclesiàstics, sinó també civils; a més, els càrrecs més importants (bisbes, arquebisbes, etc.) havien d'ésser aprovats pel rei.

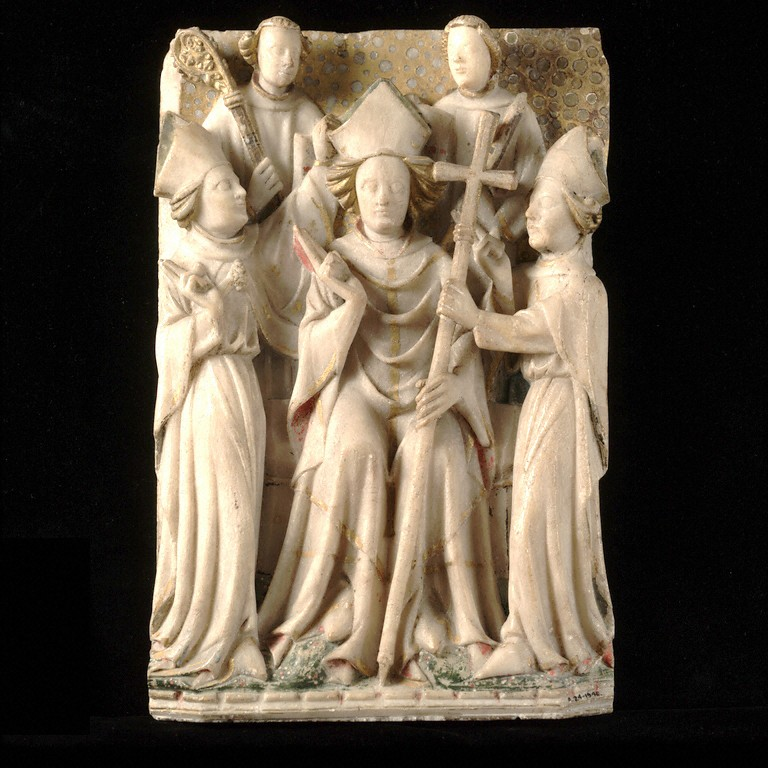
Tomàs Becket entronitzat com a arquebisbe de Canterbury; relleu d'alabastre de Nottingham, s. XIII (Londres, Victoria & Albert Museum)
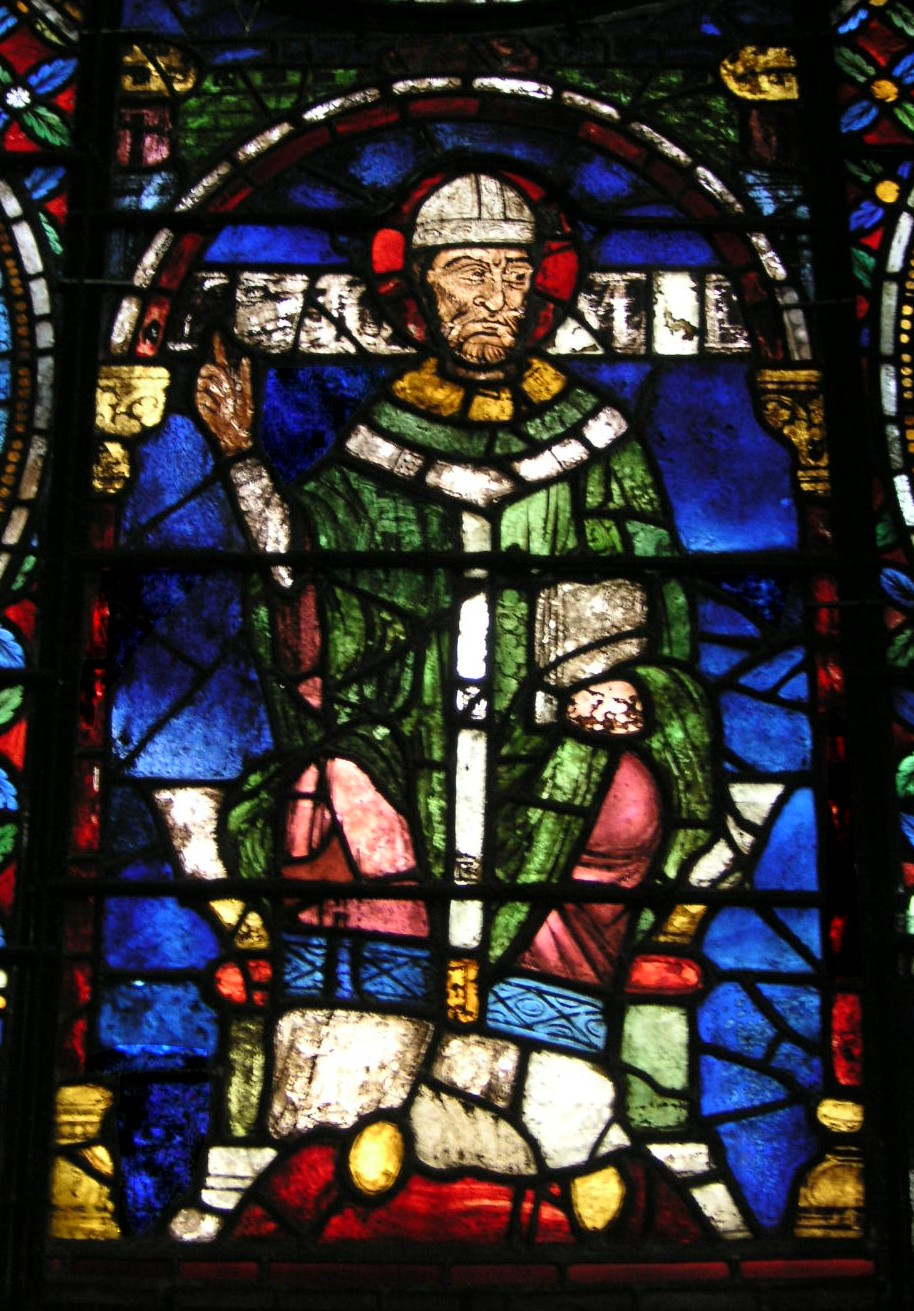
Vitrall de la catedral de Canterbury, s. XIII
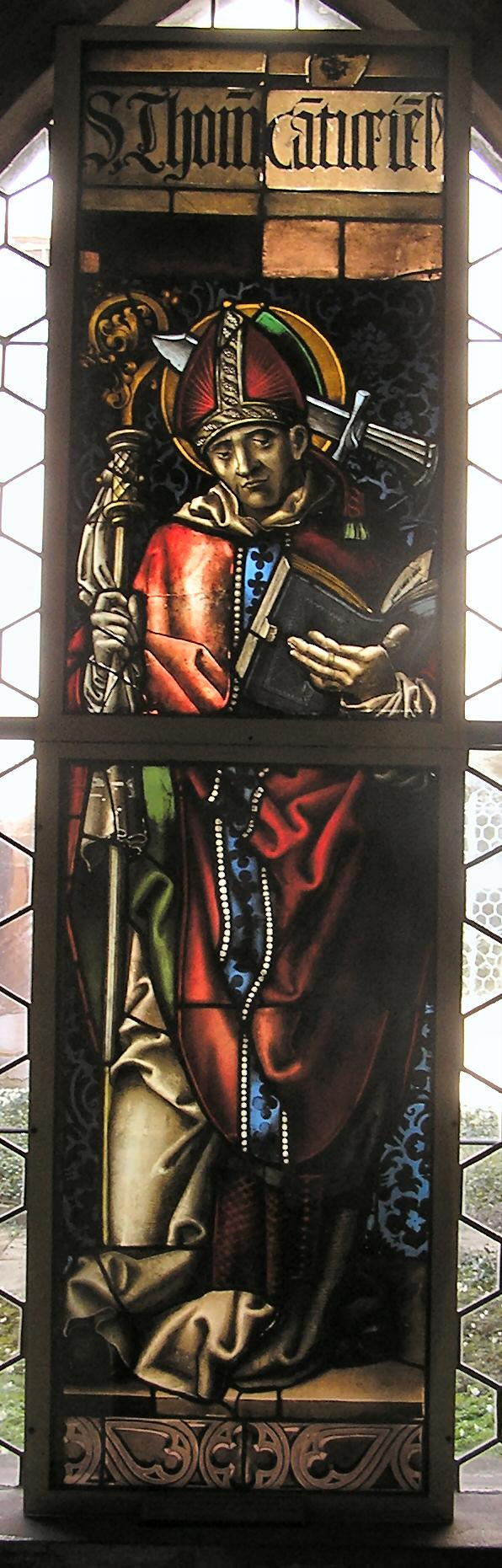
Vitrall del Freiburger Münster (taller de Rapstein Werkstatt), ca. 1520
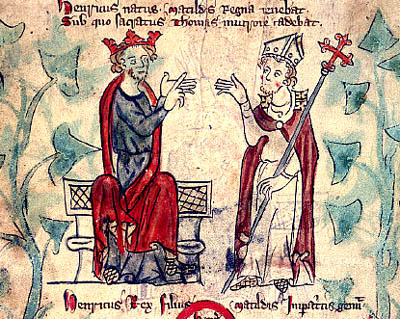
Disputa entre el bisbe i Enric II, manuscrit d'una crònica anglesa, ca. 1307

### Exili a França
La resistència de l'arquebisbe va desfermar la ira del rei. Després d'una discussió acalorada i sentint-se amenaçat a la cort, Thomas Becket va buscar refugi a França i va demanar personalment el suport del papa Alexandre, que també era a França, exiliat arran d'una disputa amb el col·legi cardenalici. Va partir de Sandwich (Kent) el 2 de novembre de 1164 i va ser acollit per Lluís VII de França, que estava interessat a afeblir el poder d'Enric II que, per matrimoni, controlava Aquitània i un terç de l'actual França i tenia la intenció d'ampliar els seus dominis a les terres dels comtes de Tolosa). Degut a la seva precària situació, el papa es va mantenir neutral en el debat, encara que va donar suport a Becket. Aquest va viure primer al monestir cistercenc de Pontigny (Borgonya) i després a l'abadia benedictina de Sens.
Fins i tot des de l'exili Becket va continuar intentant impedir els intents d'Enric II de fer complir les constitucions de Clarendon.

### Mort a la catedral
Van haver de passar anys abans que hi hagués signes de distensió entre l'arquebisbe i el rei. El 6 de gener del 1169, Enric era a França per una reunió amb Lluís VII; Becket va reunir-se amb ell a Montmirail, però no va poder obtenir garanties sobre la seva seguretat en cas de repatriar-se ni va mostrar signes de voler sotmetre's a la voluntat reial.
El 1170, a Fréteval (Normandia), el 22 de juliol van arribar a una mena de reconciliació, acceptant que es convocaria un concili per a resoldre les qüestions pendents. Becket va tornar a Anglaterra l'1 de desembre d'aquest any. Va tornar a enfrontar-se al rei arran de la coronació d'Enric el Jove com a corregent, i que va fer el bisbe de York Roger (rival seu que aspirava a la primacia), quan era una prerrogativa dels arquebisbes de Canterbury des de temps immemorials. Enric II es va comprometre a reparar l'ofensa, però es va negar a donar-li el petó de la pau; Becket va demanar la suspensió de tots els prelats que van assistir a la coronació i el dia de Nadal, a la catedral de Canterbury, va denunciar tots els seus enemics, especialment els s'havien aprofitat de la seva absència.
La tradició ha transmès les paraules, probablement apòcrifes del rei demanant: "Qui em deslliurarà d'aquest capellà turbulent?" Quatre cavallers van prendre la paraula al rei) i es van dirigir immediatament a Canterbury, on van assassinar Becket a la catedral, mentre resava l'ofici diví el 29 de desembre del 1170.
L'arquebisbe de Sens va publicar, el 25 de gener del 1171, un interdicte contra el rei Enric II que li prohibia l'entrada a qualsevol església, i l'excomunió dels bisbes que s'havien revoltat contra Thomas Becket. El papa Alexandre III va confirmar les condemnes l'abril i fins al 21 de maig del 1172, a Avranches, no va donar l'absolució al rei.

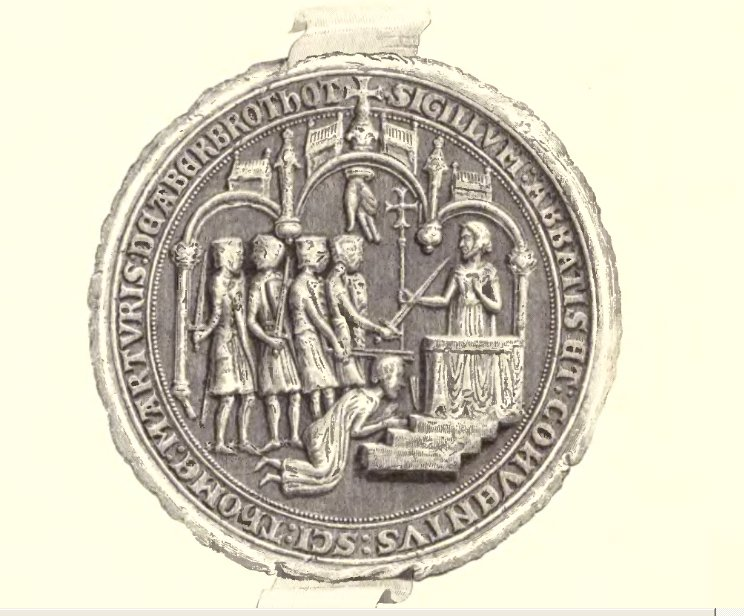
Segell de l'abadia d'Arbroath, amb l'assassinat de Becket; data de 1178
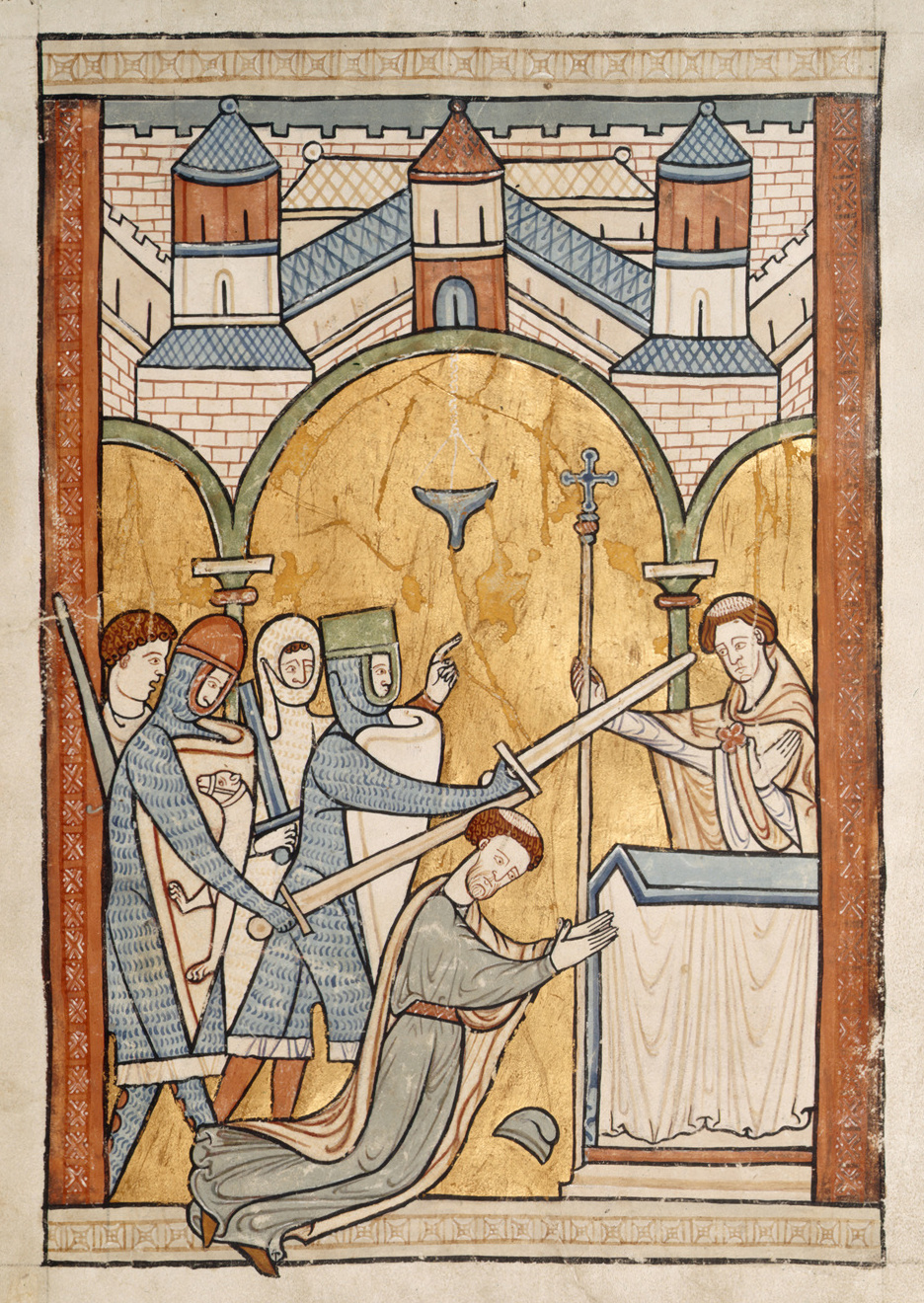
Miniatura d'un manuscrit anglès de ca. 1190 (Ms. Harley)
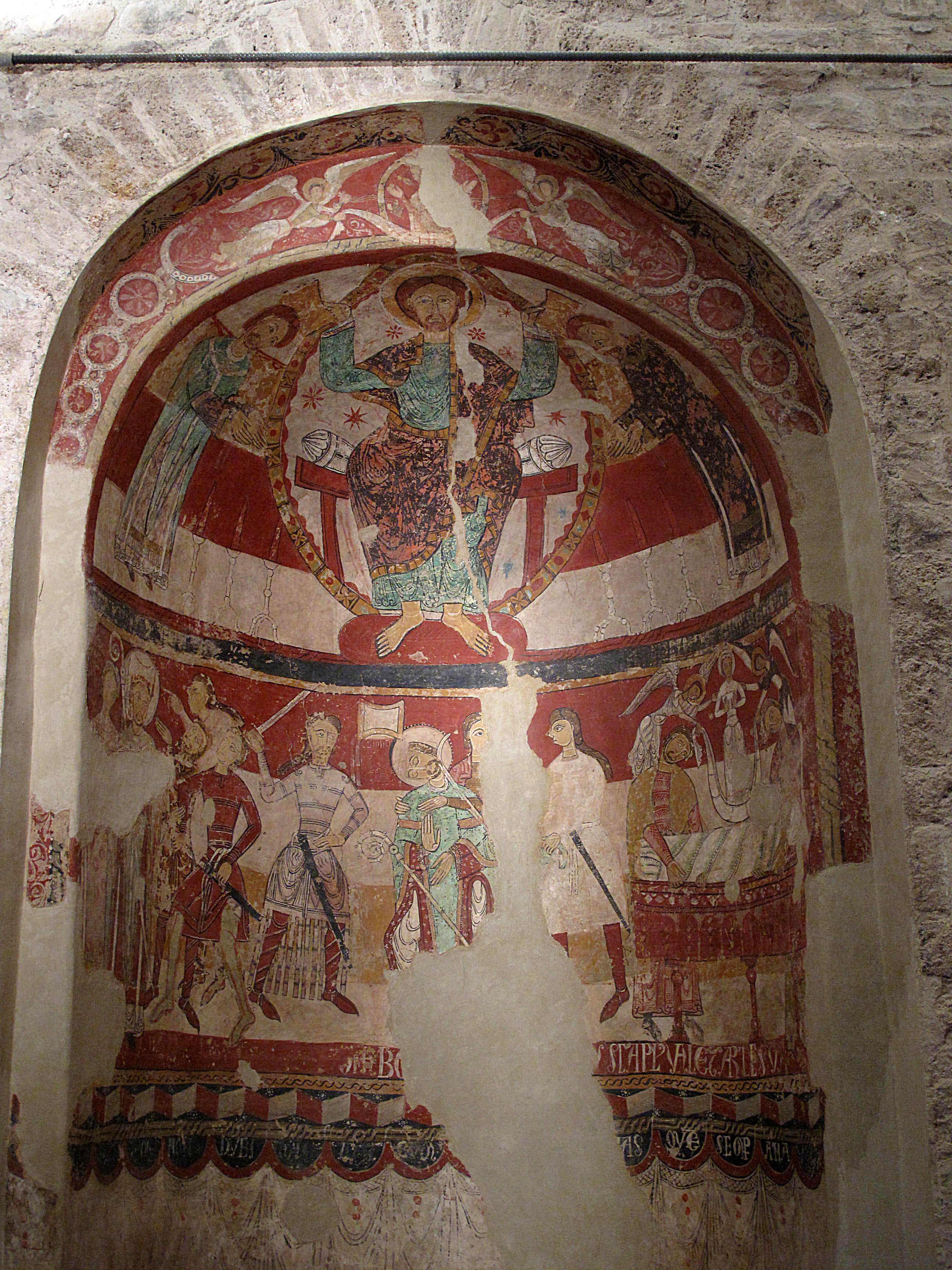
Frescos a Santa Maria de Terrassa, ca. 1180, amb la consagració, mort i enterrament del sant
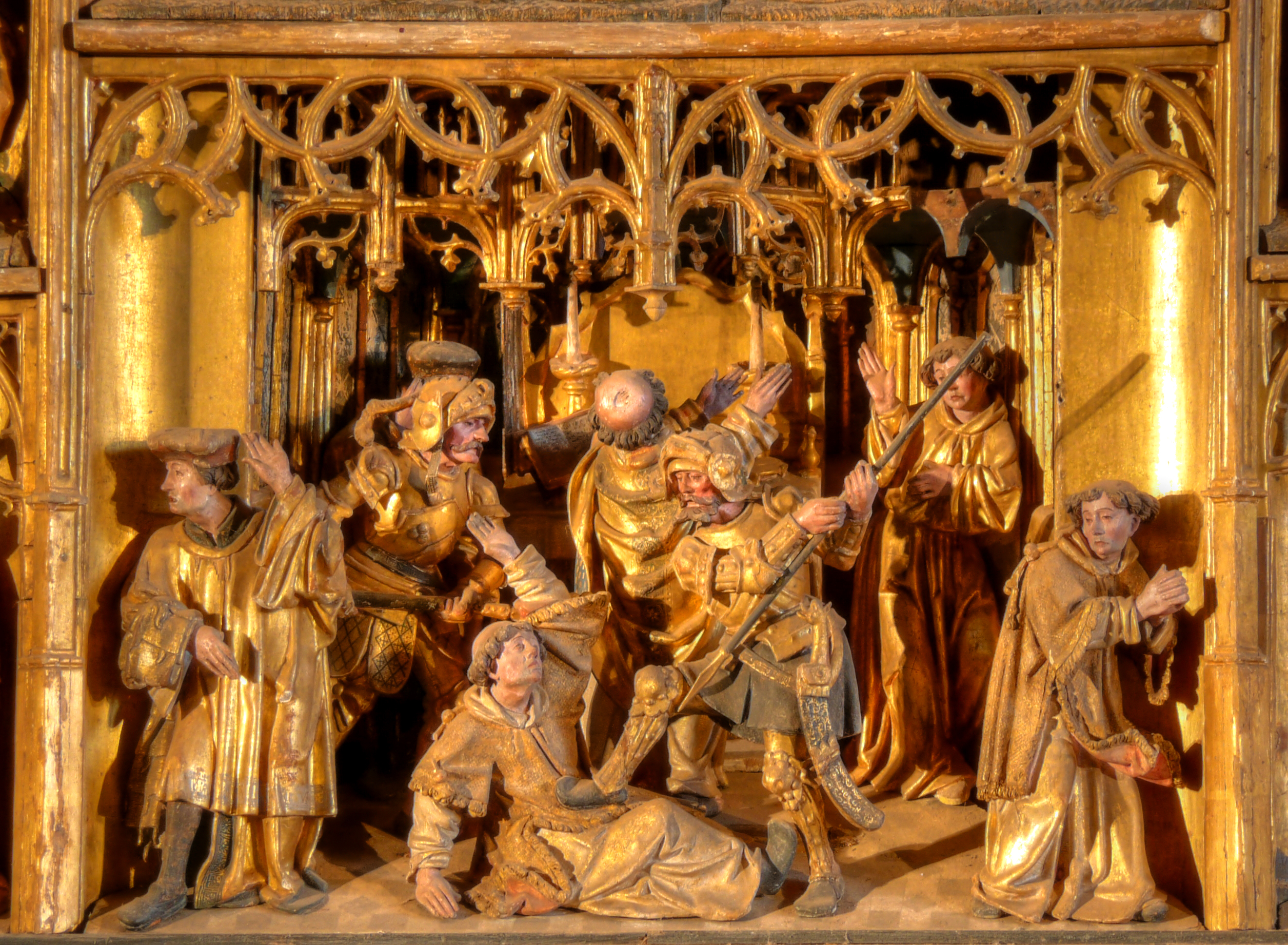
Retaule flamenc del s. XV (St. Maria zu Waase)
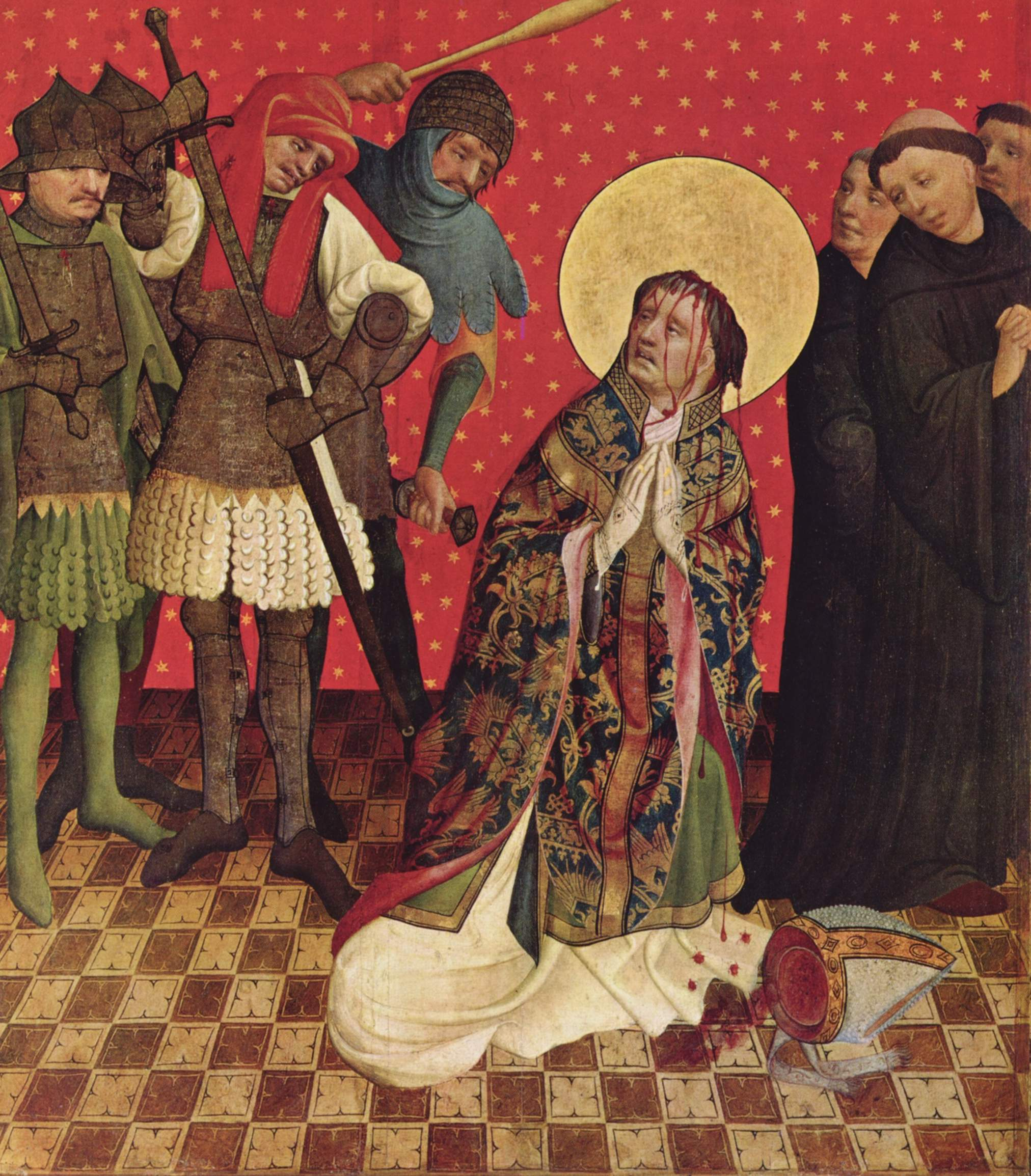
Fragment de retaule alemany anònim, ca. 1420 (Hamburg, Kunsthalle)
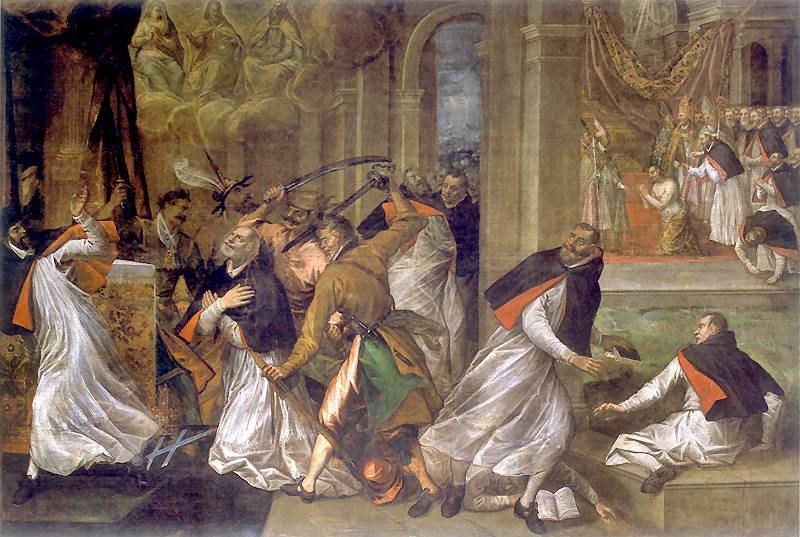
Pintura de Tomasz Dolabella, s. XVII

## Veneració
L'emoció suscitada per l'esdeveniment, fa fer que de seguida hi hagué un culte al voltant del bisbe mort, de manera que el papa es veié induït a canonitzar-lo com a màrtir el 21 de febrer de 1173, en una cerimònia a l'església de San Pietro de Segni. La catedral de Canterbury es va convertir en el destí de nombrosos pelegrinatges (que són el motiu narrat a Els contes de Canterbury de Geoffrey Chaucer). Això obligà Enric II a sotmetre's a una penitència pública el 12 de juliol de 1174, per tal d'allunyar les sospites de la seva partipació a l'assassinat.
El bisbe va ser sebollit a l'església de St. Dunstan's, a Canterbury, destí dels pelegrinatges. El 1220 van traslladar-ne les restes a la Trinity Chapel de la catedral de Canterbury, on van ser fins al 1538, que van ser, arran de la supressió dels monestirs, destruïts per ordre expressa d'Enric VIII d'Anglaterra, qui ordenà que no se'n fes cap menció. Avui, al paviment del lloc on hi havia la tomba hi ha una espelma encesa.
Thomas Becket es va convertir en un símbol de la resistència de l'Església a l'absolutisme del poder polític. La festa litúrgica del sant es fixà l'aniversari de la seva mort, el 29 de desembre.

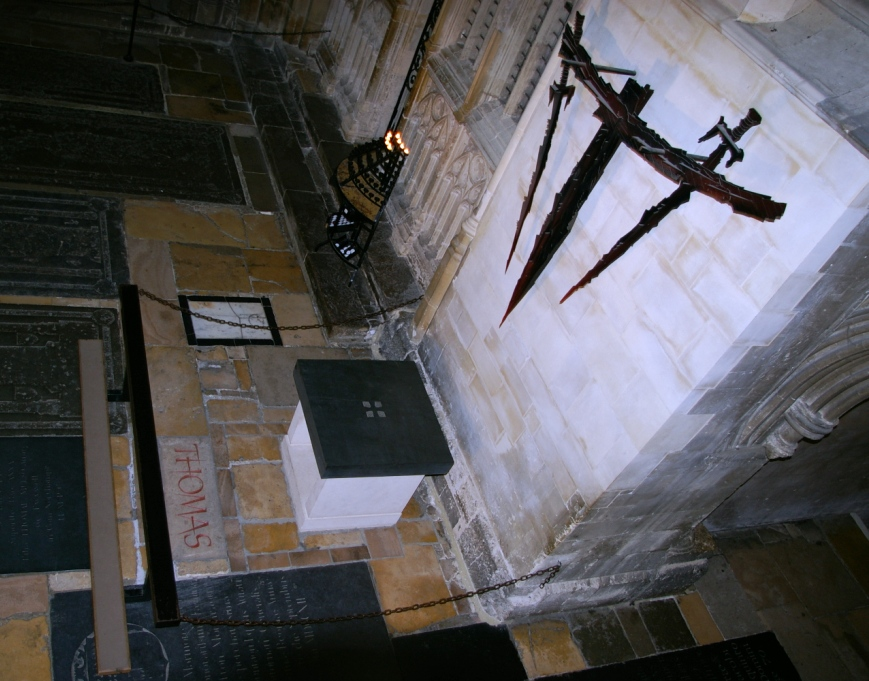
Lloc on el bisbe va ésser mort, a la Catedral de Canterbury
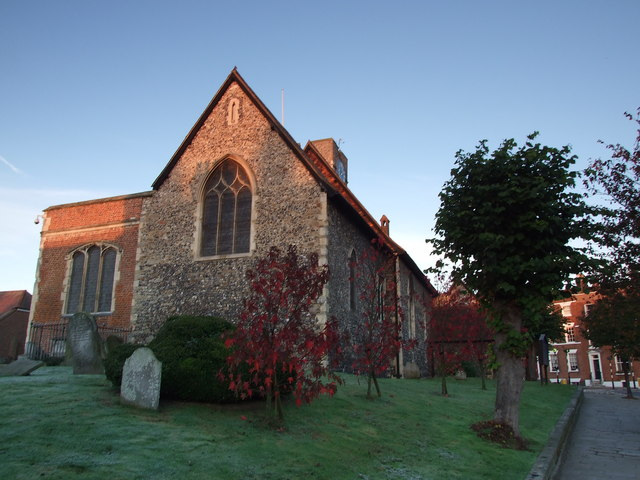
Restes de St. Dunstan's a Canterbury, primer lloc d'enterrament del sant
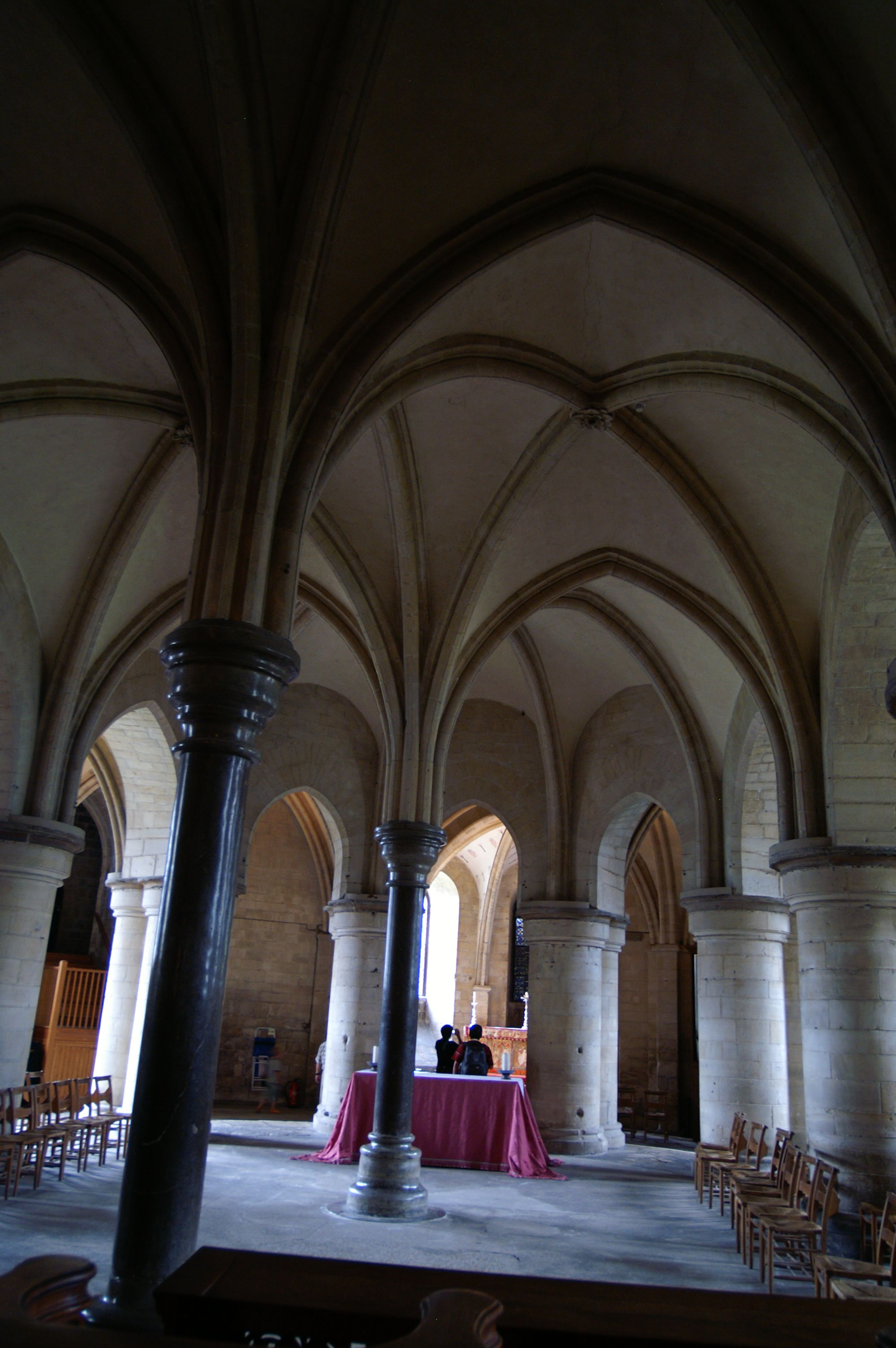
Trinity Chapel de Canterbury, on hi hagué la tomba de Becket entre 1220 i 1538
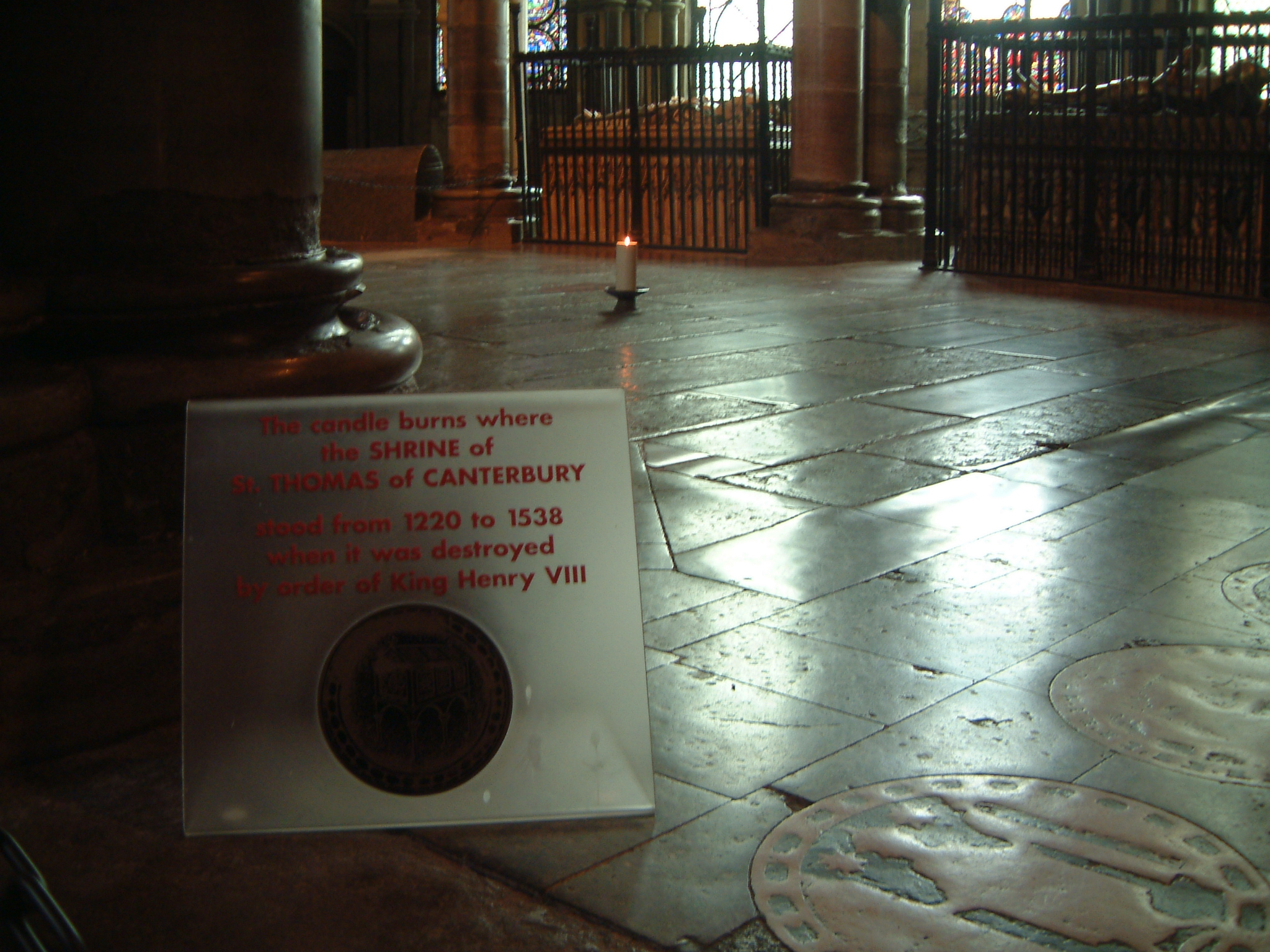
Espelma que marca el lloc on hi hagué la tomba fins a la seva destrucció
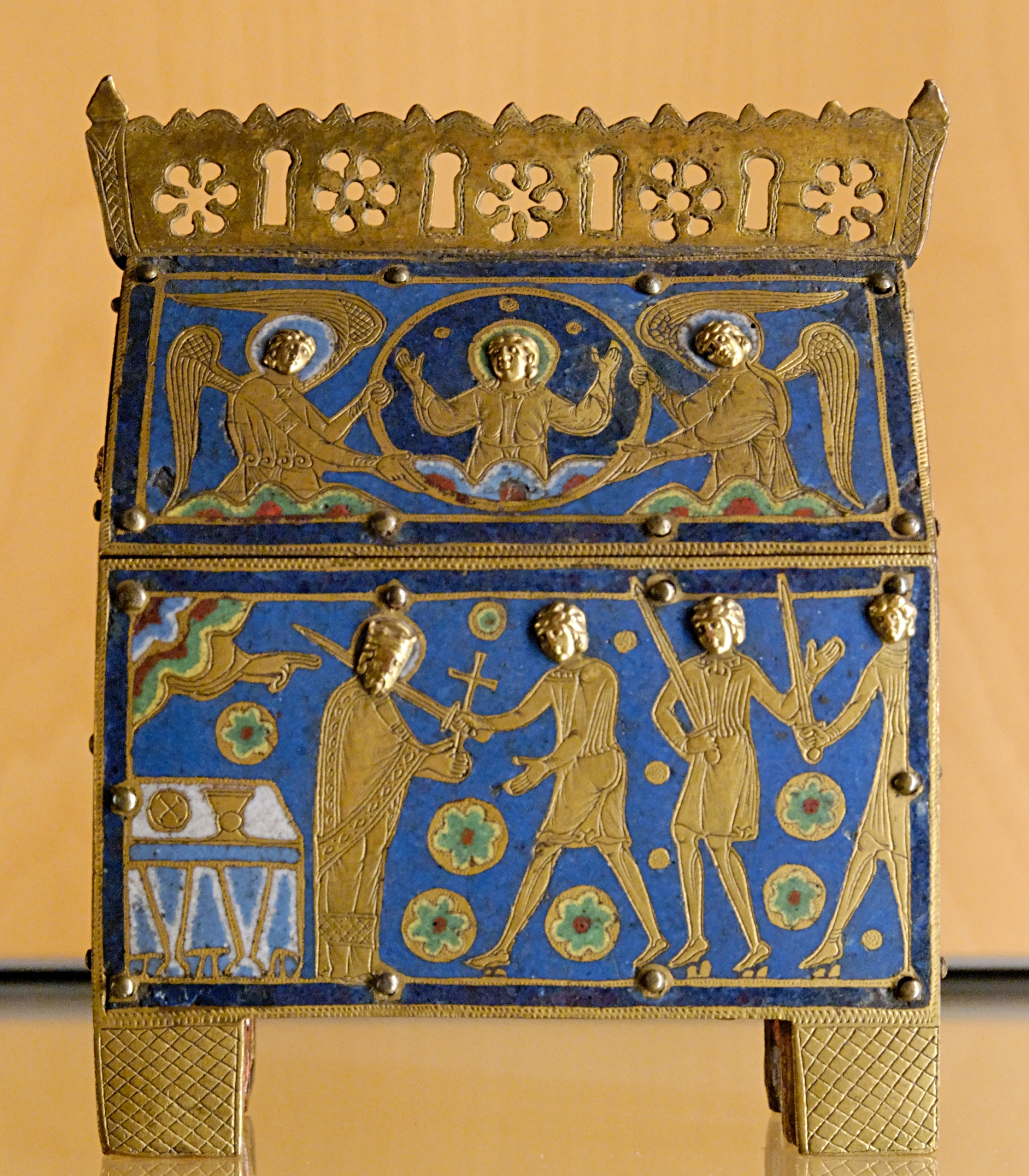
Un dels 44 reliquiaris de Llemotges, del s. XIII, que queden i que havien tingut relíquies del sant i mostren el seu martiri (Lió, Musée des beaux-arts).

La difusió del seu culte va ser ràpida i s'estengué per tot Europa. Fora d'Anglaterra, es troben esglésies dedicades al sant màrtir i representacions artístiques a Palerm (1170-1180) o Sòria (els reis de Sicília i Castella van casar-se amb dues filles d'Enric II, que hi portaren el culte a Becket), o a Santa Maria de Terrassa, els frescos d'una absidiola de la qual, datats el 1180, són el cicle pictòric sobre el sant més antic conservat fora d'Anglaterra. Mostren la consagració, mort i enterrament del bisbe, molt fidels a la narració dels testimonis del fet.

## Tomàs Becket com a motiu artístic
La història de Thomas Becket va inspirar l'escriptor anglès Thomas Stearns Eliot al seu drama Murder in the Cathedral (1935), com també al francès Jean Anouilh per al drama Becket ou l'honneur de Dieu (1959). Sobre la primera obra es va basar el llibret de l'òpera d'Ildebrando Pizzetti Assassinio nella catedrale (1958) i la pel·lícula del mateix títol de Georg Hoellering (1951). En l'obra d'Anouilh es va basar la pel·lícula Becket (1964), dirigida per Peter Glenville i protagonitzada per Peter O'Toole i Richard Burton.
Ken Follett en la seva obra mestra Els pilars de la Terra relata l'assassinat de Thomas Becket en l'últim llibre.